# Departamento judicial de La Plata

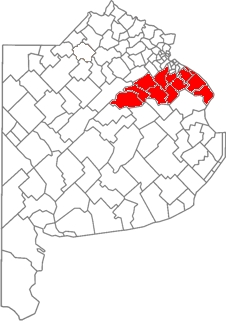
Departamento judicial de La Plata.

El Departamento judicial de La Plata es uno de los 19 departamentos judiciales en los que está dividida la provincia de Buenos Aires, Argentina.
Abarca el territorio de los partidos de Berisso, Brandsen, Cañuelas, Ensenada, General Paz, La Plata, Lobos, Magdalena, Monte, Presidente Perón, Punta Indio, Roque Pérez, Saladillo y San Vicente, en un área de 1.238.401 habitantes.
En él intervienen los siguientes Fueros: Fuero Penal, Fuero de Familia, Fuero Civil, Fuero de Menores y Fuero Laboral.
Los tribunales se encuentran en la calle 13 e/ 47 y 48 de la ciudad de La Plata.

Cuenta con las siguientes oficinas:
- Cámara primera de apelación en lo civil y comercial
  - Sala I
  - Sala II
  - Sala III
- Cámara segunda de apelación en lo civil y comercial
  - Sala I
  - Sala II
  - Sala III
- Secretaría de legalizaciones
  - Sala I
  - Sala II
  - Sala III
  - Sala IV
- Secretaría de exhortos penales
- Fiscalía general
- Defensoría general
- Juzgado civil y comercial N.º 1
- Juzgado civil y comercial N.º 2
- Juzgado civil y comercial N.º 3
- Juzgado civil y comercial N.º 4
- Juzgado civil y comercial N.º 5
- Juzgado civil y comercial N.º 6
- Tribunal Colegiado de instancia única del fuero de familia N.º 1
- Tribunal Colegiado de instancia única del fuero de familia N.º 2
- Juzgado de garantías N.º 1
- Juzgado de garantías N.º 2
- Juzgado de garantías N.º 3
- Juzgado de garantías N.º 4
- Juzgado de garantías N.º 5
- Juzgado de ejecución
- Juzgado en lo correccional N.º 1
- Juzgado en lo correccional N.º 2
- Juzgado en lo correccional N.º 3
- Juzgado en lo correccional N.º 4
- Juzgado en lo correccional N.º 5
- Juzgado de transición

Además:
- Juzgado de Paz de Berisso
- Juzgado de Paz de Brandsen
- Juzgado de Paz de Cañuelas
- Juzgado de Paz de Ensenada
- Juzgado de Paz de General Paz
- Juzgado de Paz de Lobos
- Juzgado de Paz de Magdalena
- Juzgado de Paz de Presidente Perón
- Juzgado de Paz de Punta Indio
- Juzgado de Paz de Roque Pérez
- Juzgado de Paz de Saladillo
- Juzgado de Paz de San Miguel del Monte
- Juzgado de Paz de San Vicente